# Памятник Давиду Сасунскому
Памятник Давиду Сасунскому (арм. «Սասունցի Դավիթ» արձան) — памятник легендарному герою армянского национального эпоса VIII—X веков Сасна Црер Давиду Сасунскому. Создан в 1959 году известным армянским скульптором Ервандом Кочаром и архитектором Микаэлом Мазманяном. Является самым узнаваемым символом города Еревана. Установлен на Привокзальной площади Еревана. Конная статуя изготовлена из кованной меди, а постамент из базальтовых глыб. Высота составляет 12 метров. Располагается в центре двадцатипятиметрового бассейна.

## Галерея

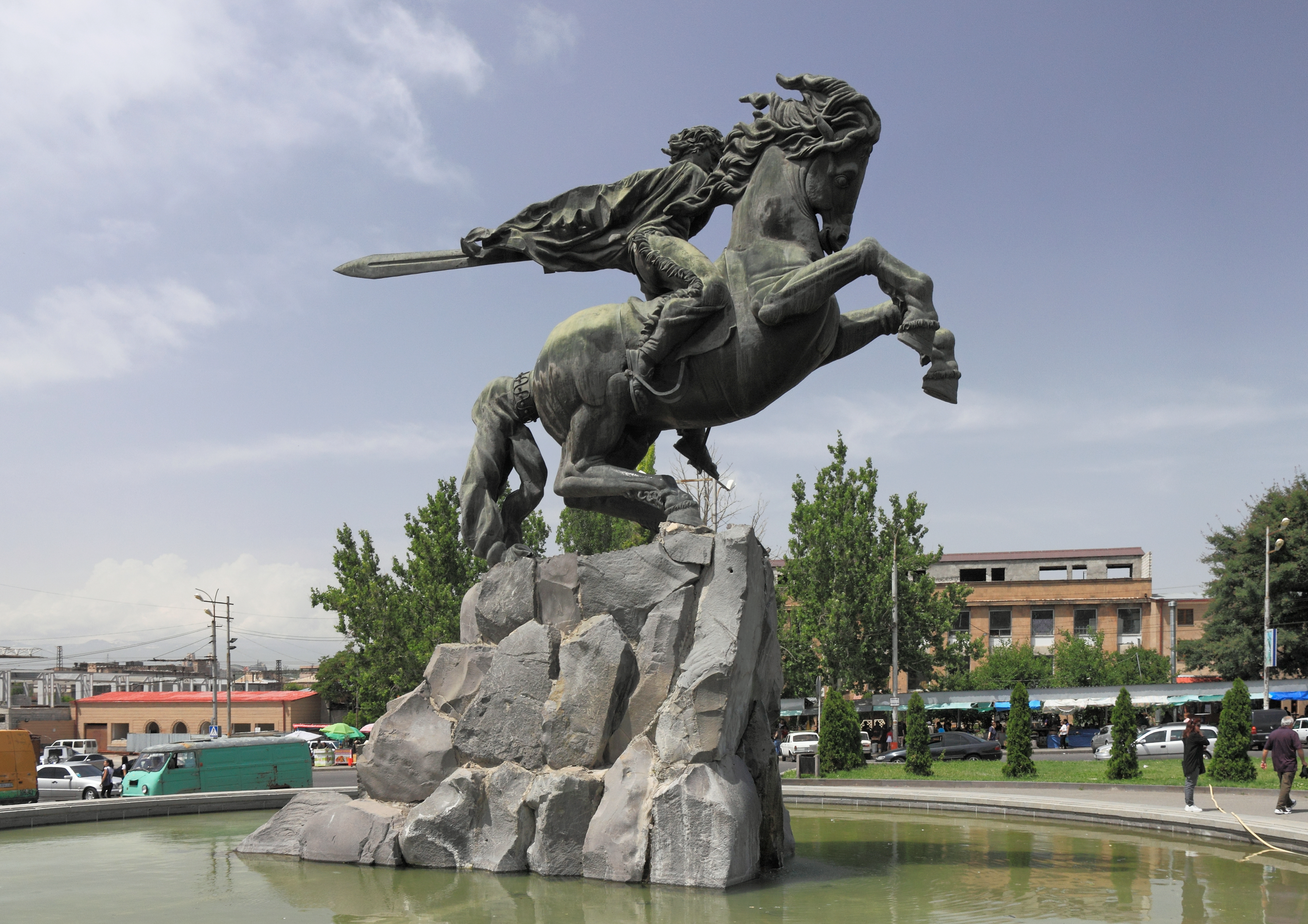
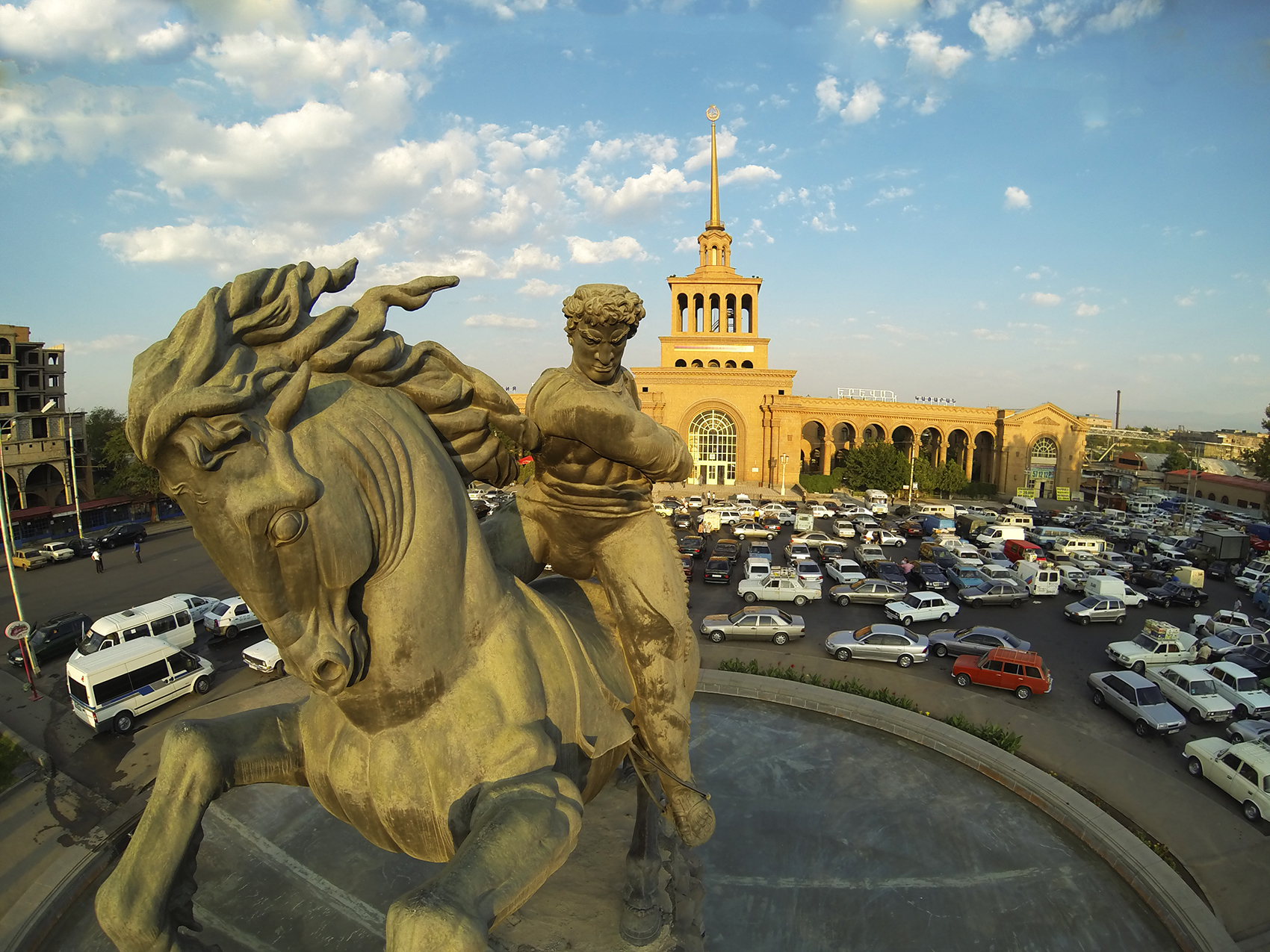

## История создания
“Я долго вынашивал его образ и ждал, когда смогу создать его. И вот мне как-то позвонили и предложили изваять скульптуру. Было это в 1939 году, когда решили отметить тысячелетие народного эпоса о Давиде Сасунском. Десять веков было в запасе, а мне предложили, когда до юбилея оставалось полтора месяца...”
Идея о создании памятника появилась в 1939 году, когда праздновался тысячелетний юбилей эпоса. Празднование было намечено на октябрь, и поэтому было решено соорудить скульптуру к торжеству. Был объявлен конкурс, однако многие скульпторы отказались сославшись на слишком короткие сроки строительства для такого серьёзного сооружения. За дело взялся вернувшийся из Парижа Ерванд Кочар и создал гипсовую статую Давида на деревянном постаменте за 18 дней. Статую установили на Привокзальной площади и она простояла 2 года, до ареста Кочара. Скульптор был обвинён в недоброжелательности к дружественной Турции и посажен в тюрьму. Статуя была уничтожена. Кочар в заключении провёл два года и был оправдан и отпущен на свободу из-за отсутствия состава преступления. В 1957 году горсовет Еревана вновь поручил ему создание статуи. Новое открытие памятника было произведено 3 октября 1959 года в 16 часов председателем ереванского горисполкома Гургеном Пахлеваняном.

## В филателии
- Памятник Давиду Сасунскому изображён на почтовой марке СССР 1968 года.